# Collegio di Manchester Rusholme
Manchester Rusholme è un collegio elettorale inglese, situato nella Grande Manchester, rappresentato alla camera dei Comuni del parlamento del Regno Unito. Elegge un membro del parlamento con il sistema maggioritario a turno unico; l'attuale parlamentare è Afzal Khan del Partito Laburista, che rappresenta il collegio dal 2024.
Il collegio, dopo essere stato in vigore dal 1918 al 1950, è stato re-istituito nel 2024 con la revisione dei collegi di Westminster, acquisendo parti di Manchester Central e Manchester Gorton, quest'ultimo abolito.

## Estensione
Il collegio venne creato come Manchester, Rusholme Division secondo il Representation of the People Act 1918 e venne definito come consistente dei tre ward del borgo di contea di Manchester di Levenshulme, Longsight e Rusholme.
Il collegio venne abolito con il Representation of the People Act 1948 e la sua area venne redistribuita tra i collegi di Manchester Ardwick (Longsight), Manchester Gorton (Levenshulme) e Manchester Withington (Rusholme).
Il collegio è stato ricreato con la revisione del 2024, e comprende quasi equamente aree provenienti da Manchester Central e Manchester Gorton, quest'ultimo abolito e sostituito anche da Gorton and Denton.

## Membri del parlamento
| Elezione | Elezione                | Deputato             | Partito           |
| -------- | ----------------------- | -------------------- | ----------------- |
|          | 1918                    | Robert Burdon Stoker | Conservatore      |
| 1919 (S) | John Henry Thorpe       |                      | Conservatore      |
|          | 1923                    | Charles Masterman    | Liberale          |
|          | 1924                    | Boyd Merriman        | Conservatore      |
| 1933 (S) | Edmund Ashworth Radford |                      | Conservatore      |
| 1944 (S) | Frederick Cundiff       |                      | Conservatore      |
|          | 1945                    | Lester Hutchinson    | Laburista         |
|          | 1949                    | Lester Hutchinson    | Indipendente      |
|          | 1950                    | Collegio abolito     | Collegio abolito  |
|          | 2024                    | Collegio ricreato    | Collegio ricreato |
|          | 2024                    | Afzal Khan           | Laburista         |

## Risultati elettorali

### Elezioni negli anni 2020
| Partito                    | Partito                                      | Candidato                  | Risultati 4 luglio 2024 | Risultati 4 luglio 2024 |
| Partito                    | Partito                                      | Candidato                  | Voti                    | %                       |
| -------------------------- | -------------------------------------------- | -------------------------- | ----------------------- | ----------------------- |
|                            | Laburista                                    | Afzal Khan                 | 15 054                  | 51,85                   |
|                            | Verde                                        | Thirza Asanga-Rae          | 6 819                   | 23,49                   |
|                            | Workers                                      | Bilal Samed                | 3 660                   | 12,61                   |
|                            | Conservatore                                 | Alexandra Gabriela Marsanu | 1 678                   | 5,78                    |
|                            | Reform UK                                    | Joel Patrick McGuigan      | 1 313                   | 4,52                    |
|                            | Indipendente                                 | Faraz Bhatti               | 342                     | 1,18                    |
|                            | Communist League                             | Peter Clifford             | 167                     | 0,58                    |
|                            |                                              |                            |                         |                         |
| Iscritti                   | Iscritti                                     | Iscritti                   | 72 604                  | 100,00                  |
| ↳ Votanti (% su iscritti)  | ↳ Votanti (% su iscritti)                    | ↳ Votanti (% su iscritti)  | 29 033                  | 39,99                   |
| ↳ Astenuti (% su iscritti) | ↳ Astenuti (% su iscritti)                   | ↳ Astenuti (% su iscritti) | 43 571                  | 60,01                   |
|                            |                                              |                            |                         |                         |
|                            | Esito: collegio a Laburista (nuovo collegio) |                            |                         |                         |